# Tour de Baïkonour
Le Tour de Baïkonour est une course cycliste kazakhe créée en 2016. Elle fait partie du calendrier de l'UCI Asia Tour, en catégorie 1.2. La première édition se déroule le 12 septembre 2016.

## Palmarès
| Année | Vainqueur | Deuxième | Troisième |
| ----- | --------- | -------- | --------- |